# Miquel Missé Sánchez
Miquel Missé Sánchez (Barcelona, 1986) es un sociólogo español, experto en género y sexualidad.

## Trayectoria
Actualmente está implicado en distintas líneas de trabajo que van desde la investigación, la consultoría, la pedagogía y la comunicación con el objetivo de promover una cultura crítica con el género.
Trabaja como consultor y formador independiente asesorando a instituciones públicas en el ámbito de las políticas por la diversidad sexual y de género, principalmente en el ámbito municipal. Y es profesor en diversos estudios superiores de género y sexualidad. Colabora como investigador externo con la Línea de estudios sobre interseccionalidad y diversidad sexual y de género de la Universitat de Vic- Universitat Central de Catalunya. Entre sus trabajos ha abordado la cuestión trans desde distintos ámbitos. Su última investigación último trabajo “Adolescencias trans, Acompañar la exploración de género en tiempos de incertidumbre” ha sido elaborado junto a la investigadora Noemi Parra por encargo del Ayuntamiento de Barcelona el pasado 2022.
A la vez, trabaja como comisario y asesor de contenidos en múltiples proyectos artísticos y culturales acompañando a creadores y creadoras en la producción de discursos sobre el género y la sexualidad críticos y transformadores.
Ha editado juntamente con Gerard Coll-Planas del libro «El género desordenado: críticas en torno a la patologización de la transexualidad” (EGALES: 2010), y junto a Pol Galofre el libro “Políticas trans: una antología desde los estudios trans norteamericanos” (EGALES:2015). Es también autor del libro «Transexualidades: otras miradas posibles» (EGALES: 2013) y más recientemente ha publicado “A la conquista del cuerpo equivocado” (EGALES: 2018). Este último ha sido también traducido al catalán (EGALES: 2019) y al inglés (The myth of the wrong body, Polity books, 2022).

## Obras
- El género desordenado. Críticas en torno a la patologización de la transexualidad (Egales, 2010), junto con Gerard Coll Planas.[1]
- Transexualidades. Otras miradas posibles (Egales, 2013).[2]
- Políticas Trans. Una antología desde los estudios trans norteamericanos (Egales, 2015), junto con Pol Galofre.[3]
- A la conquista del cuerpo equivocado (Egales, 2018).[4]